# Madjer (geste)
Pour les articles homonymes, voir Madjer.
La Madjer est un geste consistant à mettre un but en effectuant une talonnade. 
Ce geste technique est très connu par les adeptes de football. 

## Histoire
La Madjer est apparu en 1987 lors de la finale de la Coupe des clubs champions entre le Bayern Munich et le FC Porto. Alors que Porto était mené 1-0 depuis la 25e minute par un but de Kögl. Rabah Madjer, à la 78e minute, marque le but de l'égalisation en faisant une talonnade. Quelques minutes plus tard, Porto marque le but de la victoire.

## Apparitions récentes
- Le but de Iago Aspas, lors du match de coupe du monde Espagne-Maroc en 2018[2]